# Диего Армандо Марадона (стадион, Неаполь)
«Диего Армандо Марадона» (итал. Stadio Diego Armando Maradona) — стадион в Неаполе, домашняя арена футбольного клуба «Наполи».

## История
Стадион был построен в 1959 году, получив название «Стадио дель Соле» (в переводе — «Стадион Солнца»), однако неформально зачастую назвался «Фуригротта» — по имени пригорода Неаполя, в котором размещался. В 1960 году принимал у себя несколько игр Олимпийского турнира. После строительства вмещал почти 80 тысяч зрителей. В 1963 году был переименован в «Сан-Паоло» — в честь апостола Павла.
В 1989 году перед чемпионатом мира стадион был реконструирован. В 1990 году стадион принимал игры чемпионата мира по футболу, в том числе и полуфинал между Италией и Аргентиной. 
Вместимость — 60 240 мест, это третий по вместимости стадион Италии после «Джузеппе Меацца» в Милане и Олимпийского стадиона в Риме.
С 2010 года официальным диктором стадиона является Даниэле Беллини по прозвищу «Децибел».
26 ноября 2020 года было объявлено, что стадион будет назван в честь легенды «Наполи» — Диего Армандо Марадоны (1960—2020), скончавшегося накануне. 4 декабря 2020 года стадион был официально переименован.